# Beşkardeş
Beşkardeş är en by, belägen i kommunen Kulu i provinsen Konya i Turkiet. Befolkningsmajoriteten är kurder och huvudspråket är kurdiska (kurmanji). Centralanatoliska kurder kännetecknas av sin speciella dialekt av kurdiska, kallad centralanatolisk kurmanji till skillnad från kurdiskan som pratas i till exempel Kurdistan. Kurderna som kom till denna by var ursprungligen från den turkiska delen av Kurdistan men flyttade på grund av rådande omständigheter till centrala Anatolien där de i dag fortfarande bor och har behållit sin kurdiska identitet.